# Спервара ди Сото (Модена)
Спервара ди Сото је насеље у Италији у округу Модена, региону Емилија-Ромања.
Према процени из 2011. у насељу је живело 29 становника. Насеље се налази на надморској висини од 870 м.